# Signalberget, Gävle kommun
Signalberget är ett fornminnesområde i Bomhus distrikt i Gävle kommun i Gästrikland.
Signalberget är ett fornminnesområde med bland annat ett flertal rösen som antas vara från bronsåldern. Det största röset är 20 meter i diameter och 1,8 meter högt. Berget ligger i Bomhusområdet mellan Rudsjön och Högsta.